# 慶應義塾ワグネル・ソサィエティーOB合唱団

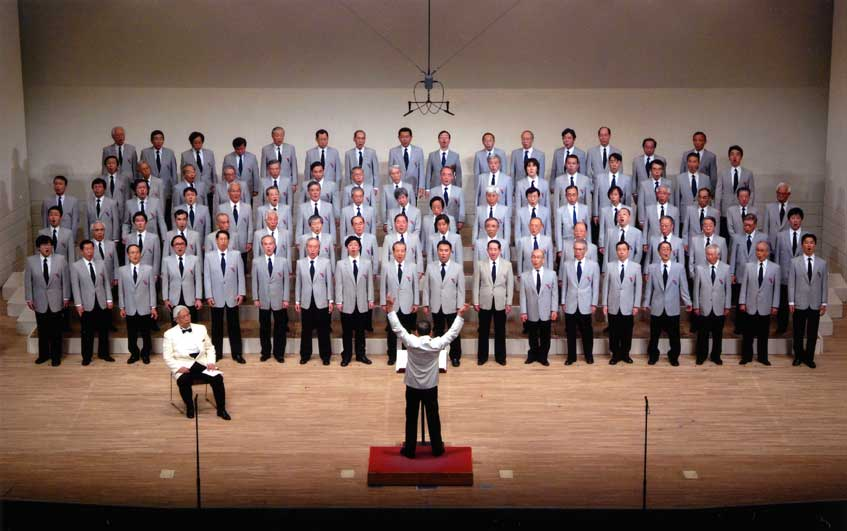
定期演奏会2007 指揮: 畑中良輔 朗読: 平野忠彦 練馬文化センター

慶應義塾ワグネル・ソサィエティーOB合唱団（けいおうぎじゅくワグネル・ソサィエティーOBがっしょうだん、英語: Keio Gijuku Wagner Society OB Male Choir）は、慶應義塾ワグネル・ソサィエティー男声合唱団の在籍経験者（OB）により構成される男声合唱団。

## 沿革
1953年（昭和28年）6月、慶應義塾ワグネル・ソサィエティー男声合唱団の指揮者であった梅原文雄が発起人総代となり、同年の卒業生を中心に発足。1963年には慶應義塾ワグネル・ソサィエティー男声合唱団三田会（会長: 梅原文雄）が発足し、以来OB合唱団は三田会活動の一つという位置づけとなる。2003年11月にはOB合唱団創立50周年定期演奏会2003を東京芸術劇場大ホールで開催。

## 概要
三田会会長がOB合唱団団長を兼務しているが、日常の活動は運営責任者と団内指揮者によって行われる。約1200名の三田会員のうち、常時約80名が東京の練習会場に、約10名が大阪の練習会場に毎週1回参加している。週末に強化練習が行われることもある。その他の地域から独習で参加する者もおり、本番のステージには約120名が出演する。卒業後そのまま歌い続けている者もいれば、会社を退職後に数十年ぶりに参加する者もいる。
活動の中心は、夏に1年おきに開催される東京六大学OB合唱連盟演奏会または東西四大学OB合唱連盟演奏会と、秋の定期演奏会である。秋の定期演奏会は、4年に1回ずつ「ワグネル・ガラコンサート（ステージ上の同窓会）」と題して、4年毎の卒業年で区切ったグループ毎に演奏を行うコンサートとなる。近年では2017年に「畑中良輔先生追悼演奏会・第6回ワグネル・ガラコンサート」が練馬文化センターで開催された。また、春に行われる「ワグネルファミリー・スプリングコンサート」と秋の慶應連合三田会出演が恒例行事となっている。また、オーケストラとの共演や放送出演なども行われている。他にも、慶應義塾ワグネル・ソサィエティーOG合唱団演奏会や、慶應義塾ワグネル・ソサィエティー男声合唱団（現役）定期演奏会への賛助出演が行われる場合がある。その他にも東京駅コンサートなど様々な場で演奏を行っている。
1989年には慶應義塾ワグネル・ソサィエティーOBオーケストラ、慶應義塾ワグネル・ソサィエティーOG合唱団とともにオーストラリア メルボルンへの演奏旅行を行った。当時「エコノミック・アニマル」「ワーカホリック」と揶揄されていた日本人ビジネスマンたちがクラシック音楽を演奏したことは予想以上の反響を集め、現地紙『Herald（英語版）』でも“We are not living for making money”というキャプションとともに大きなニュースとなった。1990年には外務省の「日豪生活文化交流の一環事業」と認められ、オーストラリア 西オーストラリア州政府、ニューサウスウェールズ州政府の後援により、現役と合同の総勢200人でパース、シドニーなどでコンサートを行った。シドニーの演奏会場はシドニー・オペラハウス・コンサートホールが提供された。
2009年9月には合唱団の現役・OB合同でイタリアのパレストリーナ大聖堂とローマ・ラ・サピエンツァ大学・アウラマーニャへの演奏旅行を行っている。
2014年3月には、大阪にて関西ワグネル・大阪稲門グリー共催による「第4回花の早慶戦」、同年9月には盛岡にて「復興支援第5回花の早慶戦」が開催され、東京からも多くのメンバーが駆けつけた。2019年10月12日には、初の試みとして「WAGNER FEST 2019」と題し、現役、OB合唱団、慶應義塾志木高等学校ワグネル・ソサィエティー男声合唱団、慶應義塾ワグネル・ソサィエティーOBオーケストラの4団体合同による演奏会がすみだトリフォニーホールにて行われる予定であったが、同日に襲来した令和元年東日本台風（台風19号）のため当日に中止を余儀なくされた。
指導者は、ステージによって異なり、団内指揮者が務める場合もあるが、これまで北村協一、福永陽一郎、木下保、畑中良輔、佐藤正浩など、現役に準じた布陣が担当しており、OBが務める際にも大久保光哉、吉川貴洋、仲光甫などの職業音楽家により行われる場合が多い。ヴォイストレーナーも現役と同じく小貫岩夫が務めている。

## 海外での演奏
- 1989年 自主公演 オーストラリア 慶應義塾ワグネル・ソサィエティーOBオーケストラ 慶應義塾ワグネル・ソサィエティーOG合唱団 慶應義塾ワグネル・ソサィエティーOB合唱団合同
  - 5月4日 ダラス・ブルックス・ホール（ビクトリア州 メルボルン）指揮: 朝比奈千足、藤森数彦
- 1990年 外務省「日豪生活文化交流事業」オーストラリア 慶應義塾ワグネル・ソサィエティー・OBオーケストラ 慶應義塾ワグネル・ソサィエティー・オーケストラ 慶應義塾ワグネル・ソサィエティーOG合唱団 慶應義塾ワグネル・ソサィエティー男声合唱団 慶應義塾ワグネル・ソサィエティーOB合唱団合同[5]
  - 10月9日 バンバリー・エンターテインメント・センター（西オーストラリア州 バンバリー）指揮: 藤森数彦、兼氏隆太
  - 10月11日 パース・コンサート・ホール（西オーストラリア州 パース）指揮: 朝比奈千足
  - 10月14日 シドニー・オペラ・ハウス・コンサートホール（ニューサウスウェールズ州 シドニー）指揮: 朝比奈千足
- 2009年 日伊交歓訪問演奏事業 イタリア[8]
  - 9月20日 パレストリーナ大聖堂（パレストリーナ）指揮: 佐藤正浩、竹内敏郎、川口亮
  - 9月21日 ローマ・ラ・サピエンツァ大学・アウラマーニャ（ローマ）指揮: 佐藤正浩、竹内敏郎、川口亮

## オーケストラとの共演
- 1983年5月15日 慶應義塾125周年記念式典 慶應義塾ワグネル・ソサィエティー・オーケストラ 慶應義塾ワグネル・ソサィエティー女声合唱団 慶應義塾ワグネル・ソサィエティー男声合唱団 慶應義塾ワグネル・ソサィエティーOB合唱団 指揮: 芥川也寸志 團伊玖磨『祝典歌』 指揮: 山田一雄『第九』慶應義塾日吉記念館[9]
- 1986年10月15日 慶應義塾ワグネル・ソサィエティー創立85周年記念演奏会 ワーグナー『タンホイザー』より 指揮: 河地良智 大倉由紀枝 大野徹也 大島幾雄 慶應義塾ワグネル・ソサィエティー女声合唱団 慶應義塾ワグネル・ソサィエティーOG合唱団 慶應義塾ワグネル・ソサィエティー男声合唱団 慶應義塾ワグネル・ソサィエティーOB合唱団 慶應義塾ワグネル・ソサィエティー・オーケストラ 慶應義塾ワグネル・ソサィエティーOBオーケストラ ゆうぽうと簡易保険ホール[3]
- 1991年10月25日 東京都交響楽団第337回定期演奏会 ワーグナー『使徒の愛餐』（完全版日本初演）指揮: 若杉弘 サントリーホール大ホール[10]
- 1993年2月5日 東京都交響楽団 サントリーホール 若杉弘＆都響ワーグナーシリーズ1992-1994 第2期“純愛と救済”第1夜 ワーグナー『さまよえるオランダ人』指揮: 若杉弘 合唱指揮: 細川雄司 サントリーホール大ホール[11]
- 1993年5月10日 東京都交響楽団 サントリーホール 若杉弘＆都響ワーグナーシリーズ1992-1994 第2期“純愛と救済”第2夜 ワーグナー『トリスタンとイゾルデ』指揮: 若杉弘 合唱指揮: 細川雄司 サントリーホール大ホール[12]
- 1994年7月20日 東京都交響楽団 サントリーホール 若杉弘＆都響ワーグナーシリーズ1992-1994 第3期“歌合戦と市民劇”第3夜 ワーグナー『ニュルンベルクのマイスタージンガー』指揮: 若杉弘 合唱指揮: 三沢洋史 サントリーホール大ホール[13]
- 1999年7月11日 慶應義塾ワグネル・ソサィエティーOBオーケストラ創立25周年記念演奏会 マーラー交響曲第2番『復活』指揮: 矢崎彦太郎 ソプラノ: 浜田理恵 アルト: 栗林朋子[3]
- 2001年11月3日 慶應義塾ワグネル・ソサィエティー創立100周年記念演奏会 團伊玖磨『慶應義塾祝典曲』、ベートーヴェン『第九』指揮: 十束尚宏 合唱指揮: 樋本英一 ソプラノ: 澤畑恵美 アルト: 永井和子 テノール: 川上洋司 バリトン: 福島明也 慶應義塾ワグネル・ソサィエティー女声合唱団 慶應義塾ワグネル・ソサィエティーOG合唱団 慶應義塾ワグネル・ソサィエティー男声合唱団 慶應義塾ワグネル・ソサィエティーOB合唱団 慶應義塾ワグネル・ソサィエティー・オーケストラ 慶應義塾ワグネル・ソサィエティーOBオーケストラ 東京芸術劇場大ホール[14]
- 2008年10月26日 慶應義塾創立150年記念 ワグネル・ソサィエティー特別演奏会 マーラー交響曲第2番『復活』指揮: 藤岡幸夫 合唱指揮: 吉川貴洋 ソプラノ: 佐藤美枝子 アルト: 小川明子 慶應義塾ワグネル・ソサィエティー女声合唱団 慶應義塾ワグネル・ソサィエティーOG合唱団 慶應義塾ワグネル・ソサィエティー男声合唱団 慶應義塾ワグネル・ソサィエティーOB合唱団 慶應義塾ワグネル・ソサィエティー・オーケストラ サントリーホール大ホール[15]
- 2013年9月15日、16日 冨田勲×初音ミク 無限大の旅路 －イーハトーヴ交響曲－東京公演 渋谷Bunkamura オーチャードホール[16][17]

## 放送出演
NHKクロニクルの記録による。
- 2011年3月29日 NHKデジタル衛星第2TV ありがとう!ダークダックス－激動の昭和・平成を歩んだ60年 ダークダックス、ペギー葉山、谷道夫、服部克久、長田暁二、ボニージャックス、慶應義塾ワグネルソサィエティーOB合唱団
- 2011年3月31日 NHKデジタル衛星第2TV ありがとう!ダークダックス－激動の昭和・平成を歩んだ60年（再放送）
- 2013年2月3日 NHKデジタル教育TV ETV特集『音で描く賢治の宇宙－冨田勲×初音ミク 異次元コラボ－』冨田勲、大友直人、日本フィルハーモニー交響楽団、慶應義塾ワグネル・ソサィエティー男声合唱団、慶應義塾ワグネル・ソサィエティーOB合唱団、シンフォニーヒルズ少年少女合唱団、吉松隆、ことぶき光、篠田元一、聖心女子大学グリークラブ、加賀美幸子
- 2013年2月10日 NHKデジタル教育TV ETV特集『音で描く賢治の宇宙－冨田勲×初音ミク 異次元コラボ－』（再放送）
- 2013年4月27日 NHKデジタル教育TV ETV特集『音で描く賢治の宇宙－冨田勲×初音ミク 異次元コラボ－』（再放送）
- 2013年5月4日 NHKデジタル教育TV ETV特集『音で描く賢治の宇宙－冨田勲×初音ミク 異次元コラボ－』（再放送）
- 2013年5月4日 NHKデジタル教育TV 冨田勲のイーハトーヴ交響曲－初音ミクが歌う賢治の世界－「ETV特集で話題となった冨田勲の『イーハトーヴ交響曲』待望の全曲放送!初音ミクが初めて生演奏のオーケストラと共演した記念すべき公演をお送りする。」冨田勲、初音ミク、慶應義塾ワグネル・ソサィエティー男声合唱団、慶應義塾ワグネル・ソサィエティーOB合唱団、聖心女子大学グリークラブ、シンフォニーヒルズ少年少女合唱団、日本フィルハーモニー交響楽団、大友直人、満仲由紀子 東京オペラシティ コンサートホール タケミツメモリアル
- 2014年3月1日 NHK-FM クラシックの迷宮 岩手県に捧ぐ『イーハトーヴ交響曲』から 第5楽章「銀河鉄道の夜」作曲: 冨田勲、ヴァーチャル・シンガー: 初音ミク、シンセサイザー: 篠田元一、合唱: 慶應義塾ワグネル・ソサィエティー男声合唱団、慶應義塾ワグネル・ソサィエティーOB合唱団、聖心女子大学グリークラブ、シンフォニーヒルズ少年少女合唱団、管弦楽: 日本フィルハーモニー交響楽団、指揮: 大友直人 ナビゲーター: 片山杜秀
- 2014年3月3日  NHK-FM クラシックの迷宮 岩手県に捧ぐ『イーハトーヴ交響曲』から 第5楽章「銀河鉄道の夜」（再放送）
- 2016年5月29日 NHKデジタル教育TV ETV特集・選『音で描く賢治の宇宙－冨田勲×初音ミク 異次元コラボ－』（再放送）

## ディスコグラフィー
- Blu-ray 冨田勲『イーハトーヴ交響曲』ISAO TOMITA SYMPHONY IHATOV[17]

ヴァーチャルシンガー: 初音ミク エレクトロニクス: ことぶき光 パーカッション: 梯郁夫 キーボード: 鈴木隆太 管弦楽: 東京フィルハーモニー交響楽団 合唱: 慶應義塾ワグネル・ソサィエティー男声合唱団、慶應義塾ワグネル・ソサィエティーOB合唱団（合唱指揮:下河原建太） / 聖心女子大学グリークラブ / シンフォニーヒルズ少年少女合唱団（児童合唱指揮: 宮本益光） 指揮: 河合尚市 収録: 2013年9月15日、16日 Bunkamura オーチャードホール